# Scheibe SF 36
Scheibe SF 36 je nemško dvosedežno motorno jadralno letalo, ki ga je zasnovalo podjetje Scheibe Flugzeugbau. Letalo je grajeno večinoma iz kompozitnih materialov. Pristajalno podvozje je lahko uvlačljivo ali pa fiksno. Obstaja več opcij motorjev Limbach L2000 EA, Sauer S 2100-1-HS1, ali pa Rotax 912.

## Specifikacije (SF 36A)
- Posadka: 2
- Dolžina: 7,18 m (23 ft 7 in)
- Razpon kril: 16,38 m (53 ft 9 in)
- Površina krila: 15,60 m2 (168 ft2)
- Gros teža: 715 kg (1576 lb)
- Pogon: 1 × Limbach L2000 EA, 60 kW (80 KM)
- Največja hitrost: 230 km/h (143 mph)